# حسین قلمی
حسین قلمی (زاده ۱۰ مهر ۱۳۲۸ گلپایگان – درگذشته ۵ تیر ۱۳۹۹) سازنده سازهای ایرانی بود.

## زندگی
حسین قلمی در ۱۰ مهر سال ۱۳۲۸ خورشیدی در شهرستان گلپایگان متولد شد. وی تحصیلاتش را در زادگاهش به پایان رسانید و در همان دوران تحصیل و کودکی به کارهای دستی علاقه یی فراوان داشت و با لوازم ساده و ابتدایی سازهایی همچون سنتور، ویلن و سایر کارهای مشابه را می‌ساخت. وی در سال ۱۳۵۳ به استخدام امور اداری وزارت فرهنگ و هنر وقت درآمد و تحت نظر استاد ابراهیم قنبری مهر با اصول و فنون سازسازی در سطح عالی آشنا شد و در سال ۱۳۷۸ به کارگاه سازسازی سازمان میراث فرهنگی، صنایع دستی و گردشگری تهران منتقل شد و به مدت ۵ سال مشغول به کار بود و سپس بازنشسته شد. وی علاوه بر ساخت تار به ساخت قیچک، رباب، کمانچه، سه تار و دوتار همت گماشت و در سال ۱۳۸۳ موفق به دریافت درجه یک هنری (دکتری) در رشته سازسازی گردید. وی در نمایشگاه و جشنواره‌های موسیقی مختلفی به عنوان داور و کارشناس ارزشیابی ساز شرکت کرده‌است. همچنین ایشان مقام نخست در ساخت رباب در جشنواره موسیقی فجر را کسب کرده‌اند. وی در ۶ تیر ۱۳۹۹ بر اثر عارضه قلبی چشم از جهان فروبست.

## سوابق تدریس
استاد طی سال‌ها شاگردان بسیاری را تربیت نموده‌است. از جمله شاگردان استاد پسر ایشان به نام سیامک قلمی، ایرج طباطبایی، پرویز حسینی، پرویز نصیری می‌باشند همچنین ایشان در مراکز زیر سابقه آموزش ساخت ساز را داشته و دارند:
- آموزش ساخت ساز در مرکز آموزش هنرهای سنتی خانه استاد حسین بهزاد وابسته به سازمان میراث فرهنگی، صنایع دستی و گردشگری
- آموزش ساخت ساز در دانشگاه هنر کرج

## آثار شاخص هنرمند
سازهای ساخته استاد در اکثر گروه‌های موسیقی داخل و خارج توسط نوازندگان مطرح مورد استفاده قرار گرفته‌است. نکته قابل توجه در سال‌های اخیر در مورد ساخت ساز رباب، الگوی رباب ۳ اکتاو با نام خورشید است که آقای سعید ساغرچی آن را طراحی و توسط استاد حسین قلمی ساخته شده‌است. این رباب توسط آقای سعید ساغرچی در برنامه پژوهشی یازدهمین جشنواره موسیقی نواحی کشور رونمایی و در مورد نحوه طراحی و مراحل ساخت این ساز صحبت شد. رباب خورشید بسیار خوش صدا بوده و به تأیید اکثریت استادان از جمله داریوش پیرنیاکان، کیوان ساکت، محمد فیروزی، فریدون شهبازیان ، صادق چراغی و… رسیده‌است و همچنین از این رباب در برنامه مستندساز رباب که از شبکه مستند سیما پخش شد، استفاده شده‌است. همچنین در برخی از موزه‌های مرتبط با ساز ساخته‌های ایشان به شرح زیر موجود می‌باشد:
| نام اثر    | محل نگهداری                                    |
| رباب       | موزه سازمان میراث فرهنگی، صنایع دستی و گردشگری |
| قیچک و تار | موزه ساز کرمان                                 |
| تار        | برای استاد جواد لشکری آهنگ ساز                 |
| رباب       | گنجینه خصوصی                                   |

## سوابق نمایشگاهی
| نوع رویداد     | عنوان رویداد                 | سطح رویداد | سال رویداد | محل برگزاری   |
| نمایشگاه       | پاریس                        | بین‌المللی  | ۱۳۷۹       | فرانسه-پاریس  |
| نمایشگاه       | صنایع دستی - شیراز           | ملی        | ۱۳۸۰       | فارس-شیراز    |
| نمایشگاه       | صنایع دستی - چهل ستون        | بین‌المللی  | ۱۳۸۱       | اصفهان-اصفهان |
| بزرگداشت (فرد) | استادان درجه یک - تالار وحدت | ملی        | ۱۳۸۵       | تهران-تهران   |

## نگارخانه

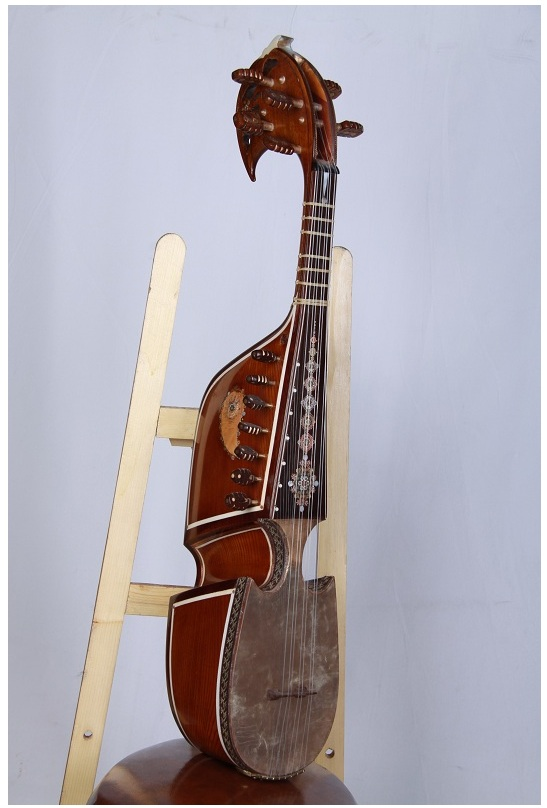
رباب ساخته استاد حسین قلمی
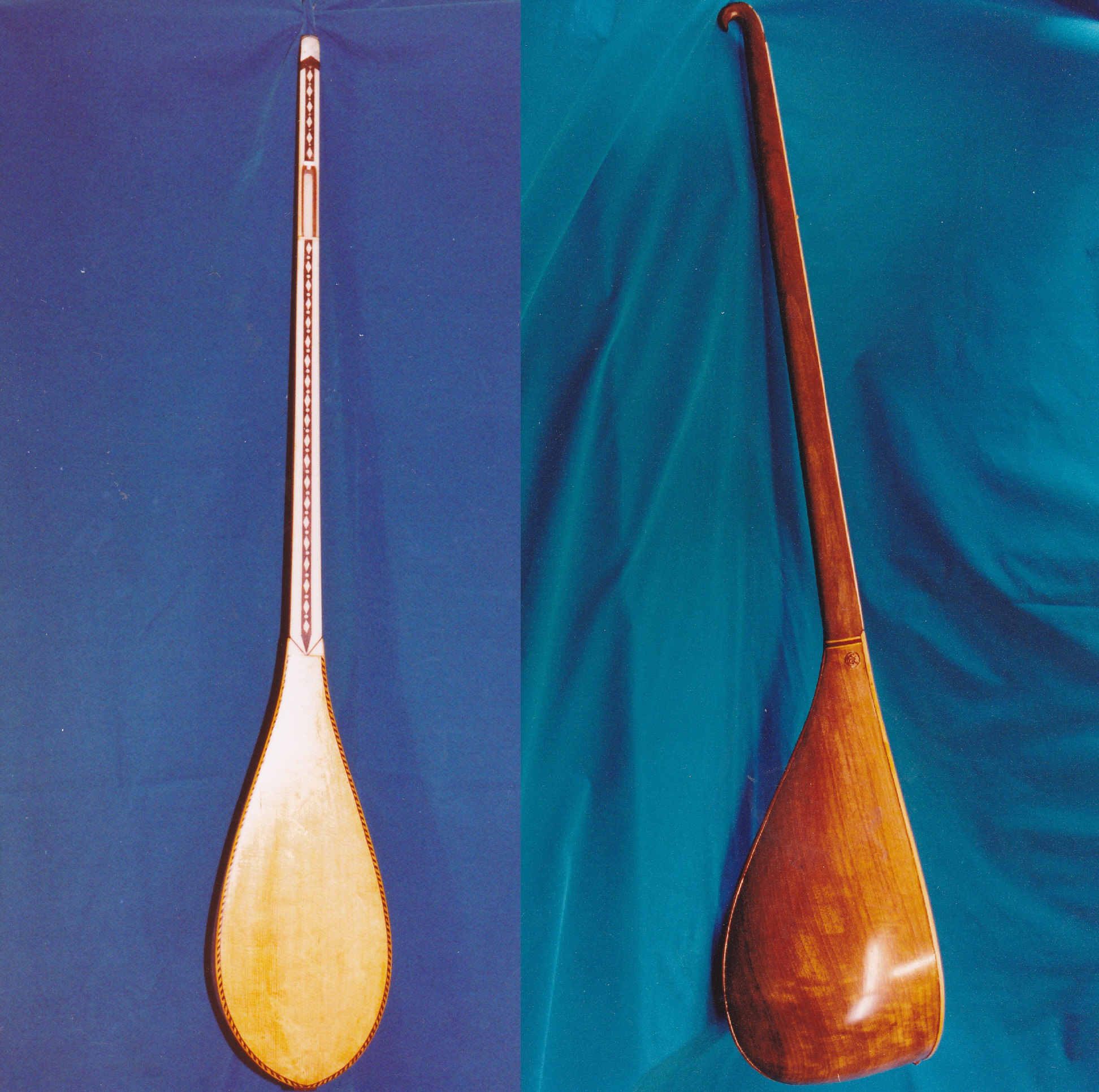
دوتار ساخته استاد حسین قلمی
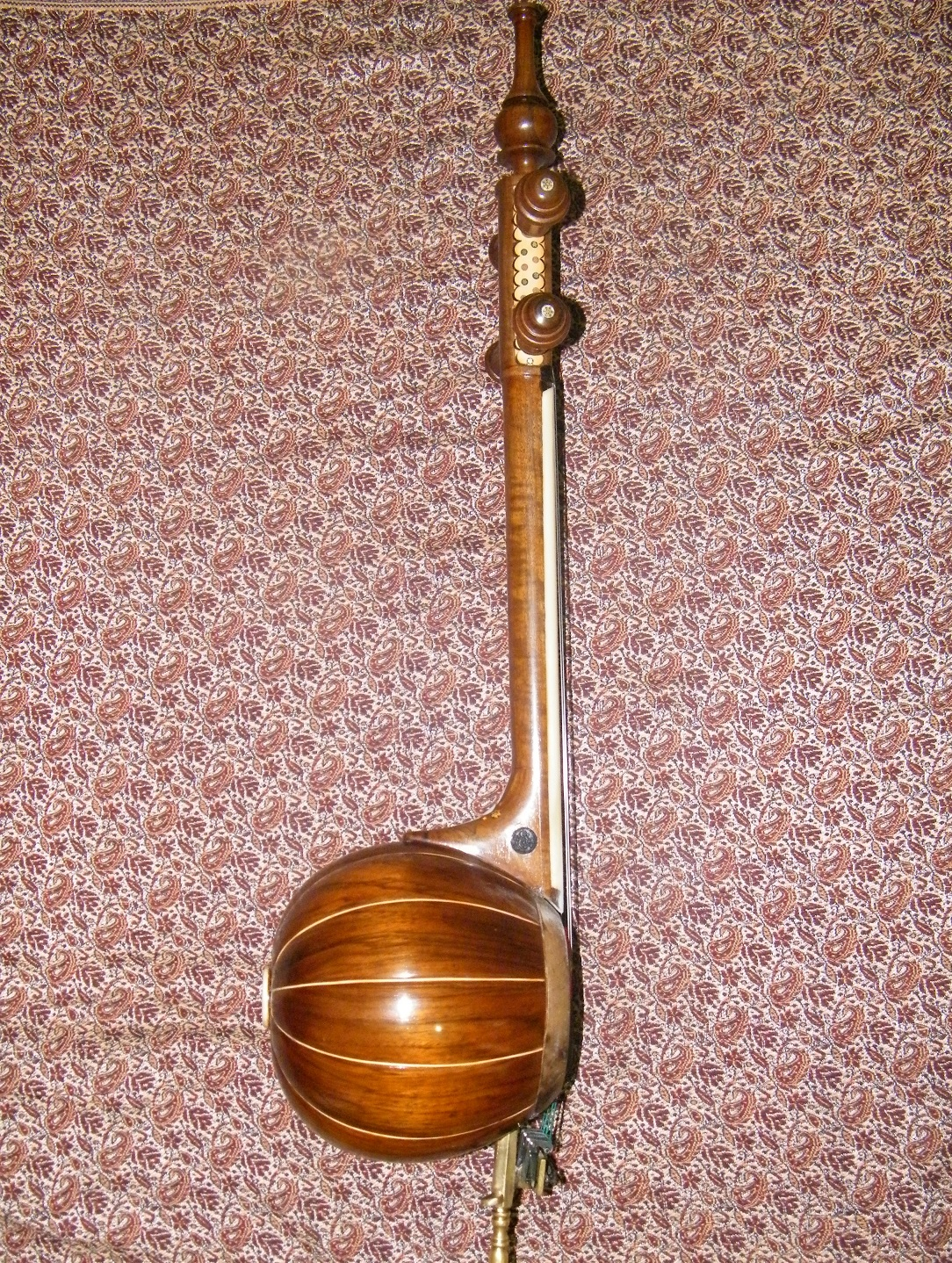
نیم رخ کمانچه
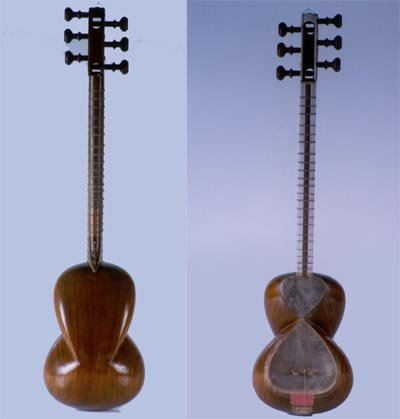
تار ساخته استاد حسین قلمی
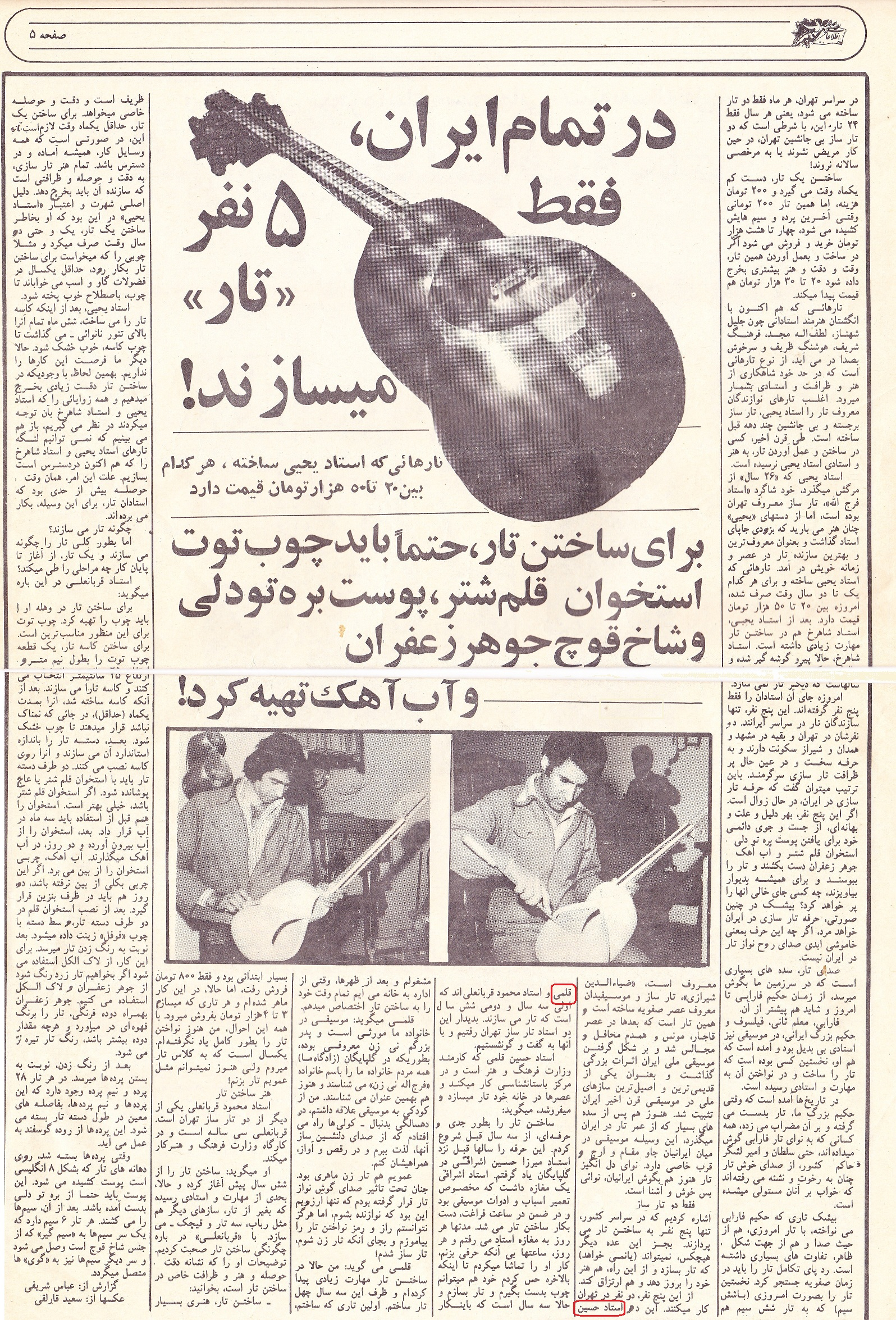
در روزنامه اطلاعات سال ۱۳۵۶ از استاد حسین قلمی به عنوان یکی از تنها ۵ سازنده تار در ایران نام برده‌است.